# 栃木県立大田原高等学校
栃木県立大田原高等学校（とちぎけんりつ おおたわらこうとうがっこう）は、栃木県大田原市紫塚に所在する県立男子高等学校。
通称は「大高」（だいこう）。

## 教育方針

### 校訓
大田原高校では校訓として「質素堅実」を掲げている。これは創立当初の旧制中学校時代に初代校長である尾河鉄太郎が提唱したもので、大田原高校ではこれを「表面を飾らず内面を磨く」意味であると定義している。この校訓は校歌の歌詞にも組み込まれており、また後述の「85km強歩」も、この校訓や後述の指標に相応しい精神を確立するための学校行事として位置づけられている。

### 指標
1986年（昭和61年）以降、校訓を具体化するものとして、これ付随する以下の指標が掲げられている。
- 進修創造
- 不撓不屈
- 至誠敬愛
- 奉仕連帯

### 学習の指針
以下の指針は1988年（昭和63年）に当時の風紀の乱れを是正するものとして作成され、教室の正面に掲載されたものであり。以降も大田原高校の教育目標として掲げられている
- 夢なきところに努力はなし
- 目標なきところに到達なし
- 計画なきところに実行なし
- 錬成なきところに熟成なし
- 反省なきところに進歩なし
- 苦悩なきところに歓喜なし

### 制服
男子校の伝統でもある金ボタン5個の黒学ラン（標準型学生服）。

## 沿革
旧制中学校時代
- 1901年（明治34年）
  - 2月26日 - 「栃木県第五中学校」の開校が認可。
  - 5月17日 - 栃木県立大田原中学校と改称
- 1902年（明治35年）
  - 4月19日 - 仮開校式を挙行。
  - 4月20日 - 授業を開始。
  - 5月12日 - 現敷地内に校舎1棟と雨天体操場が完成し、仮校舎から移転を完了。
- 1908年（明治41年）12月6日 - 講堂、その他の教室が完成。
- 1909年（明治43年）9月6日 - 皇太子が来校し、授業と生徒作品等を見学。
- 1912年（明治44年）4月7日 - 寄宿舎が完成。
- 1916年（大正5年）
  - 9月6日 - 校旗を制定。
  - 9月7日 - 那須山頂で校旗樹立式を挙行。
- 1917年（大正6年）4月20日 - 定員400名を500名に増員。
- 1918年（大正7年）10月28日 - 財団法人栃木県立大田原中学校奨学団の設立が認可される。
- 1928年（昭和3年）3月31日 - 寄宿舎を廃止。
- 1931年（昭和6年）4月19日 - 創立30周年を記念し、敷地1,969坪拡張。
- 1943年（昭和18年）4月1日 - 中等学校令の施行により、この時の入学生から修業年限が4年となる。
- 1944年（昭和19年）3月30日 - 生徒数を900名に増員。
- 1946年（昭和21年）4月 - 修業年限が5年に戻る。
- 1947年（昭和22年）4月1日 - 学制改革（六・三制の実施、新制中学校の発足）
  - 旧制中学校の生徒募集を停止。
  - 新制中学校を併設し（名称・栃木県立大田原中学校併設中学校、以下・併設中学校）、旧制中学校1・2年修了者を併設中学校2・3年生として収容。
  - 併設中学校は経過措置としてあくまで暫定的に設置されたため、新たに生徒募集は行われず、在校生が2・3年生のみの中学校であった。
  - 旧制中学校3・4年修了者はそのまま旧制中学校に在籍し、4・5年生となった（4年で卒業することもできた）。

新制高等学校
- 1948年（昭和23年）4月1日 - 学制改革（六・三・三制の実施、新制高等学校の発足）
  - 旧制中学校が廃止され、新制高等学校「大田原高等学校」が発足。普通科を設置。
  - 旧制中学校卒業生（希望者）を新制高校3年、旧制中学校4年修了者を新制高校2年として編入。
  - 併設中学校の卒業生を新制高校1年生として収容。
  - 併設中学校は継承され（名称・大田原高等学校併設中学校）、在校生が1946年（昭和21年）に旧制中学校へ入学した3年生のみとなる。
- 1949年（昭和24年）4月1日 - 普通科の1学級を転換し、商業科とする。
- 1951年（昭和26年）
  - 4月1日 - 「栃木県立大田原高等学校」と改称。
  - 8月 - 図書館を改築。
  - 10月 - 体育館を改築。
- 1955年（昭和30年）4月1日 - 普通科の1学級を転換し、商業科を増設。
- 1960年（昭和35年）1月25日 - 講堂兼体育館が完成。
- 1963年（昭和38年）
  - 4月1日 - 普通科を1学級増設。
  - 7月20日 - 校旗樹立式を挙行。
  - 9月4日 - 弓道場が完成。
- 1964年（昭和39年）3月27日 - 理科室と図書室、和楽舎が完成。
- 1968年（昭和43年）8月3日 - 第一校舎を解体撤去。
- 1970年（昭和45年）1月19日 - 普通教室棟が完成。
- 1971年（昭和46年）3月31日 - 和楽舎・格技場、卓球場を移築。
- 1972年（昭和47年）8月31日 - 管理棟が完成。
- 1980年（昭和55年）3月26日 - 和楽舎が完成。
- 1982年（昭和57年）
  - 7月19日 - 新プールが完成。
  - 10月3日 - 和楽池を改修。
  - 11月6日 - 創立80周年を記念し、紫塚奨学団基金が設立される。
- 1983年（昭和58年）2月3日 - 商業科で推薦入試を開始。
- 1986年（昭和61年）
  - 3月20日 - 学級増に伴い、新校舎3教室が完成。格技場が完成。
  - 9月19日 - 第1回85km強歩を実施。（翌20日まで26時間）
- 1987年（昭和62年）
  - 1月20日 - 雨天練習場が完成。
  - 9月24日 - 相撲場が完成。
- 1988年（昭和63年）11月11日 - 自転車置き場が完成。
- 1989年（平成元年）3月20日 - 体育館が完成。
- 1992年（平成4年）10月22日 - 創立90周年を記念し、校庭・前庭・中庭を整備。
- 1994年（平成6年）2月15日 - 東門が完成。
- 1995年（平成7年）3月20日 - 家庭科棟が完成。
- 1997年（平成9年）4月1日 - 商業科の募集を停止。
- 1999年（平成11年）3月31日 - 商業科を廃止。
- 2002年（平成14年）11月1日 - 創立100周年記念式典を挙行。
- 2019年（令和元年）4月1日 - 文部科学省ＳＳＨ指定 「文理融合型の課題研究の開発」。
- 2022年（令和4年）10月21日 - 創立120周年記念式典を開催。

## 通学者
2015年（平成27年）度入学者より全県一学区制となり、居住地に関係なく入学できるようになったが、大田原市内を中心に、那須地域からの通学者が多く、矢板市や塩谷町、さくら市といった塩谷郡地域からの通学者もいる。

## 交通アクセス
- JR東日本宇都宮線 西那須野駅東口より関東自動車 那須赤十字病院線で「大田原高校前」下車
- 東北新幹線 那須塩原駅東口より大田原市営バス 国際医療福祉大学行などで「大高入口」下車

## 著名な卒業生

### 政治・行政
- 渡辺美智雄 - 元大蔵大臣、元副総理・外務大臣
- 大金益次郎 - 元宮内次官、戦後初の侍従長
- 人見鉄三郎 - 元外交官、翻訳家
- 渡辺喜美 - 元政治家（参議院議員・衆議院議員）、元みんなの党党首、元金融担当大臣兼行政改革担当大臣
- 蓮実進 - 元衆議院議員
- 植竹繁雄 - 元衆議院議員
- 国井淳一 - 元参議院議員、元東洋大学理事長
- 千保一夫 - 第5代大田原市長（5期）
- 相馬憲一 - 第7代大田原市長、第107代栃木県議会議長
- 高柳宰正  - 元矢板市長（第2代）
- 遠藤忠 - 元矢板市長（第8代）、大田原高校元校長、元矢板市教育長
- 齋藤淳一郎 - 矢板市長（第9代）、元栃木県議員
- 福島泰夫  - 那珂川町長（第3代）
- 塚原太郎 - 厚生労働省大臣官房参事官
- 松丸俊彦 - 元警視庁公安部外事一課分析官

### 実業家
- 河野文彦 - 元三菱重工業社長。第4代日本経済団体連合会評議員会議長
- 薄葉久 - アサヒビール名誉顧問、アサヒスーパードライの生みの親

### 学者
- 鈴木典比古 - 国際教養大学理事長兼学長（第2代）、元国際基督教大学学長（第11代）。専門は経済学、経営学
- 川上正光 - 元東京工業大学学長、元長岡技術科学大学学長。専門は電気工学、情報学
- 原田鋼 - 元中央大学学長。政治学者、法学者
- 香坂順一 - 元大東文化大学学長、専門は中国語。日本中国語検定協会創設者
- 倉茂達徳 - 元東京福祉大学学長、群馬大学名誉教授、専門は免疫学、医学、微生物学
- 渡邊弘 - 作新学院大学学長、宇都宮大学名誉教授、専門は教育学
- 印南博吉 - 明治大学名誉教授。専門は保険学、経済学
- 海老原敬吉 - 元東京工業大学教授。専門は金属工学、冶金学
- 笠原忠 - 慶應義塾大学薬学部教授。専門は薬学
- 永田一郎 - 防衛医科大学校名誉教授、埼玉医科大学客員教授。専門は産婦人科
- 藤田忠 - 元国際教養大学教授。専門は経営学。評論家
- 奥沢誠 - 群馬大学名誉教授、専門は物理学、理科教育
- 君島和彦 - 歴史学者。元東京学芸大学教授。ソウル大学教授。専門は日本近代史
- 溝口勝 - 東京大学大学院農学生命科学研究科教授。専門は国際情報農学
- 林田信明 - 信州大学繊維学部教授。専門は分子生物学
- 瀧田貞治 - 国文学者。専門は井原西鶴。第六高等学校教授、台北帝大助教授
- 助川成也 - 経済学者、ASEAN経済学

### 文化・芸能
- 緑川光 - 声優
- 佐藤貴史 - 声優、俳優
- 益子卓郎 - お笑い芸人（U字工事）
- 福田薫 - お笑い芸人（U字工事）
- じんのすけ- お笑い芸人（だいまじん）
- 小山田二郎 - 画家
- 佐藤健次郎 - 彫刻家
- 鈴木昌道 - 造園家
- 手塚昌明 - 映画監督
- 本田隆一 - 映画監督
- 江連卓 - 脚本家
- 清水孝宏 - シンガーソングライター
- 郡司信夫 - 雑誌編集者、ボクシング評論家
- 泉漾太郎 - 作詞家、詩人
- 石川寒巌 - 日本画家
- 松本富生 - 小説家

### スポーツ
- 池沢義行 - 元プロ野球選手
- 片岡健治 - 元プロ野球選手（中日ドラゴンズ）

## 85km強歩

### 概要
85kmのコースを26時間かけて歩く強歩大会。毎年5月下旬に行われる恒例行事であり、2010年（平成22年）で第25回目を迎えた。「競歩」と誤記されたり「狂歩」と揶揄されたりすることもあるが、「強歩」が正しい表記である。大田原高等学校ではこれを「自分の限界の向こうにある無限に挑戦する」 意味の表現であるとしている。

### 規模
- 人数：2007年（平成19年）度より全学年240名になったため、全生徒数は単純計算で720名となる。
- 範囲：大田原・那須塩原・矢板・那須の3市1町。
- 学校を出発し、学校を中心とした円状のコースを昼夜を通して周回し、再び学校に戻ってくる。
- 各自治体や生徒保護者の協力の下で行われ、随所に設けられる休憩所では水や食事が配られる他、医師が待機している。

### 内容
志願による脱落者やドクターストップや規定時間切れによる脱落者はその場で教諭らの車に収容され、治療を受けた後高校内の「和楽舎」と呼ばれる宿泊施設に送られ、体を休める。
この行事が開催される早朝には、県内のラジオ局である栃木放送で開催か否かの発表放送が流れる。雨天時でも基本的に実施ではあるが、過去に何度かあまりの天候不順で中止となったことがある。1990年（平成2年）に行われた第5回の強歩では午後から 徐々に雨が降り始め、深夜にはコンディションが最悪の状態となったため、当時のコースで54.5km地点に当たる黒磯中学校 で続行困難と判断され中断となった。また、2010年（平成22年）の第25回の強歩においても同様の状態となり、現在のコースで55.2km地点に当たる黒磯北中学校で中断となった。
新型コロナウイルスの影響により、2020年（令和2年）と2021年（令和3年）は中止、2022年（令和4年）は35kmに短縮して実施。2023年（令和5年）5月の第35回強歩は4年ぶりに本来の85kmのコースとしたが、初日である19日夕方に雨脚が強くなったのと、生徒が雨に降られて体力を奪われていることから、22km地点となる矢板市郷土資料館（当時）隣接の上伊佐野体育館にて校長が打ち切り宣言した。当初予定では18日を初日としていたが、18日の予想気温が30度超の気象予報のため熱中症予防の観点から1日順延していた 。
行事の様子はとちぎテレビや下野新聞などの地元メディアのほか、NHKなどでも取り上げられることがある。
1986年（昭和61年）から開始されたこの行事は、企画の実施に当たって茨城県立水戸第一高等学校、山梨県立甲府第一高等学校で行われていた同様の行事を参考にしたという。第1回は9月に行われたが、その後気象や日照条件を考慮して現在の日程に変更されている。
第23回目の2008年（平成20年）にコースおよび休憩地点が大幅に見直され、特に夜間の行程については車道を避け山道を歩くコースへと改められた。
2025年（令和7年）は強歩実施に携わる教職員や保護者の負担軽減の観点から、35kmに短縮して実施する予定。

## 寒稽古
毎年1月、大学入学共通テストの翌日の月曜日から1週間行われる恒例行事。不撓不屈の精神力の養成を目的としている。
早朝6時30分に始まり、終了後は8時35分から通常日課で授業が行われる。
明治時代に剣道から始まり、柔道、弓道、耐寒マラソンがのちに追加された。この4種目があったころは、柔道・剣道・弓道部員を除く全生徒のおよそ8割が耐寒マラソンの部に参加していた。新型コロナウイルス感染症の流行の影響で、2021年と2022年は開催せず、2023年に再開してからは耐寒マラソンのみ復活した。参加は任意制で、2024年は全校生徒570人のうち443人が参加を希望し、初日は395人が疾走した。校内に設定された1周約1キロメートルのコースを7周する。最終日のみ校外へ出て、乃木神社前を通るぽっぽ通りコースで実施する。
行事最終日である5日目には納会が行われ、寒稽古の3ヵ年全日程に参加した3学年の生徒が表彰される。また、保護者によって豚汁が振舞われる。

## 備考

### 不発弾発見
2008年7月、敷地内にある校舎北側の倉庫内から長さ約55cm直径約20cmの鉄塊が公仕によって発見された。形状から砲弾の可能性があると判断したため、10月6日、栃木県教育委員会に報告。栃木県警に届け出た後、不発弾であるということが判明したため自衛隊に撤去を要請。同日17時に部活動や補習を中断し全生徒を下校させた後、20時半、陸上自衛隊朝霞駐屯地の東部方面後方支援隊不発弾処理隊によって撤去された。
撤去された不発弾は旧日本軍の21センチ砲弾の未使用弾とみられており、4割程度の火薬が残っていたものの信管がなかったため、強い火気を近づけるなどしない限り爆発の危険性はなかった。同校は第二次世界大戦中に旧日本軍陸軍が駐屯地として利用していたという記録が残っているため、終戦後に何らかの理由で砲弾が残され、そのまま保管されたという可能性もある。しかし明確なことは依然として分かっていない。
1970年の新校舎改築時に、旧校舎解体のがらくたの山から見つかっており、しばらく校舎の軒下に放置されていた。信管部分は、鋼板のキャップが施され、明らかに展示用に改造されたもので、創立80年記念の紫塚祭には模型として展示されていた。その後も校舎の軒下に置かれる状態が続いた。

### 雪崩事故
2017年3月27日、栃木県那須町湯本の那須温泉ファミリースキー場で雪崩が発生し、ラッセル訓練をしていた同校の山岳部員の生徒7人と引率の教員1人が死亡した。